# E Crăciun în fiecare zi
E Crăciun în fiecare zi (titlu original: Christmas Every Day) este un film de Crăciun american de televiziune din 1996 regizat de Larry Peerce. Rolurile principale au fost interpretate de actorii Erik von Detten și Bess Armstrong. A fost transmis inițial în cadrul blocului de programe de televiziune transmis de ABC Family, 25 de zile de Crăciun. 
Este bazat pe o povestire scurtă din 1892 scrisă de William Dean Howells,  "Christmas Every Day". A fost refăcut în 2006, sub denumirea Christmas Do-Over.

## Povestirea originală
"Christmas Every Day" este o povestire scurtă de William Dean Howells despre o tânără fată a cărei dorință de a fi Crăciun în fiecare zi i se împlinește timp de un an. A fost publicată în volumul Christmas Every Day and Other Stories Told for Children din 1892.

## Prezentare
Povestea filmului are loc în orașul fictiv Greenwood Falls din Virginia (în apropiere de Washington, D.C.).  Erik von Detten este Billy Jackson, un adolescent egoist forțat să retrăiască același Crăciun în fiecare zi. În Ajunul Crăciunului, sora lui Billy (Yvonne Zima) își pune o dorință ca în fiecare zi să fie Crăciunul. Și, după aceea, el trebuie să retrăiască ziua de Crăciun până când își dă seama care este adevărata semnificație a acestei sărbători.
În film mai joacă Robert Hays și Bess Armstrong ca părinții lui Billy.
Billy găsește întreaga experiență ca fiind un adevărat coșmar. "Viața mea se repetă", se plânge acesta. În fiecare zi de 25 decembrie, el trebuie să facă față bătăușului școlii (Tyler Mason Buckalew), să se implice în disputa tatălui său de la băcănie cu unchiul său gras ca o pisică (Robert Curtis Brown), care vrea să construiască un super-market și  să provoace falimentul micilor magazine din zonă. Apoi este farsa de Crăciun a lui Billy care aduce numai încurcături, iar bătrâna doamnă rămâne fără punga de alimente de care are atâta nevoie pentru că uită să i-o aducă.

## Distribuție
- Robert Hays - Henry Jackson
- Bess Armstrong - Molly Jackson
- Erik von Detten - Billy Jackson
- Yvonne Zima - Sarah Jackson
- Robert Curtis Brown - Uncle David Jackson
- Robin Riker - Aunt Carolyn Jackson
- Julia Whelan - Cousin Jacey Jackson
- Tyler Mason Buckalew - Joey Manusco
- Terrence Currier - Mr. Charmers (as Terrence P. Currier)
- Kara Woods - Diane
- Lindsay Austin Hough - Mike